# Пхунчолинг
Пхунчолинг (џонгкански: ཕུན་ཚོགས་གླིང་; енгл. Phuntsholing) је град у југозападном Бутану и други је град по величини у држави. Град је делимично отворен за стране туристе, док је за остатак Бутана потребна виза.

## Географија
Пхунчолинг је град у југозападном Бутану и административни центар је џонгхага Чукха. Налази се на 293 m надморске висине. Насупрот Пхунчолинга налази се индијски град Џаигон између којих је развијена економска сарадња. Пхунчолинг је важан град као транзитна тачка за робу. Град је седиште банке Бутана.
У Пхунчолингу према подацима из 2005. године живи 20.537 становника, а према процени из 2010. живи 22.949 људи.

## Историја
у Пхунчолингу је 5. априла 1964. године убијен премијер Бутана Џигме Палден Дорџи. Убиство је било политичке природе, узрок је сукоб између различитих владиних група по питању отварања Бутана према свету.

## Становништво
| Година       | 2017  |
| ------------ | ----- |
| Становништво | 27658 |

## Галерија
- Ноћ у Пхунчолингу
- Граница Бутана и Индије